# Tu olor
«Tu olor» es el tercer sencillo del dúo de reguetón Wisin & Yandel de su álbum Los vaqueros: El regreso. Fue lanzado como el último sencillo para el álbum de los cantantes, fue puesto en libertad de manera digital el 25 de enero de 2011 y fue compuesta por Joan Ortíz y Luis O'Neill.

## Video musical
El video musical fue dirigido por Jessy Terrero, siendo lanzada el 21 de julio de 2011 en el canal de los cantantes, con las grabaciones realizadas en mayo en la ciudad de Cartagena de Indias.

## Recepción comercial
La canción alcanzó el primer lugar en la lista Hot Latin Songs de Billboard en septiembre del 2011.